# James 175cc-modellen 1928-1931
De James 175cc-modellen 1928-1931 vormen een serie lichte motorfietsen die het Britse merk James produceerde van 1928 tot 1931.

## Voorgeschiedenis
James had zich sinds 1909 vooral beziggehouden met de productie van zwaarder modellen met eigen zij- en kopklepmotoren, maar had van 1915 tot 1923 ook lichte tweetaktmodellen voor woon-werkverkeer gemaakt, de James 2¼ HP-modellen, waarvoor de motoren ook in eigen huis waren ontwikkeld en gebouwd. Men begon zich in de jaren twintig echter steeds meer te richten op lichtere modellen, in 1923 met de 350cc-modellen en in 1924 met de 250cc-modellen. 

## 175cc-modellen
Voor de 175cc-modellen die in 1928 op de markt kwamen ontwikkelde James de motorblokken niet meer zelf. Het was goedkoper om ze in te kopen bij Villiers in Wolverhampton, dat gespecialiseerd was in de productie van tweetakt-inbouwmotoren voor allerlei doeleinden. 

### 1928: Model 20 Standard en Model 20 De Luxe
Het eerste model kwam in twee uitvoeringen op de markt, beide bedoeld voor sportief gebruik. Daarom was ook een 172cc-Villiers Sports-blok gebruikt. Dit blok had ook de gepatenteerde Villiers Automatic Lubrication, een smeersysteem dat in plaats van mengsmering (waarbij de olie in de benzine zat) een aparte olietank had waarbij de smeerolie afhankelijk van de vraag van de motor (drukverschillen in het carter) toegevoerd werd. Er was een "single lever"-carburateur toegepast, waarbij brandstof en lucht automatisch gemengd werden en die slechts één bedieningsmanette nodig had. Verder had de motor twee uitlaatpoorten waardoor ook twee uitlaatpijpen gebruikt werden. De ontsteking werd verzorgd door een vliegwielmagneet. De machine had drie versnellingen en volledige kettingaandrijving. In het voorwiel zat een 5 inch-trommelrem, in het achterwiel een 6 inch trommelrem. Verder had de machine een achterwielstandaard en een bagagedrager. De voetsteunen waren verstelbaar. Tegen betaling konden klanten een aantal accessoires aanschaffen: Een elektrische verlichtingsset van Villiers die op een batterij werkte, een oplader voor die batterij, een kleine of grote koplamp, en achterlicht, frictiedempers voor de voorvork, beenschilden, een gereedschapstas, bandenpomp en oliepompje. 
Het Model 20 De Luxe week ook motorisch af van het Standard-model. Hier was een two lever-carburateur gebruikt, waardoor benzine- en luchttoevoer door de rijder zelf geregeld konden worden. Verder had de machine twee in plaats van één koppelingsplaten. De verlichtingsset was nu standaard, maar alleen de batterij en de kleine koplamp. Voor het achterlicht en de grote koplamp moest extra worden betaald, evenals voor de frictiedempers, de beenschilden, gereedschapstas, bandenpomp en oliepompje. Beide modellen hadden al een zadeltank, die James in 1928 begon in te voeren als vervanging van de flattanks. 

### 1929: Model A7 De Luxe Super Sports
In 1929 wijzigde James de type-aanduiding van alle modellen. Elk jaar werd aangeduid met een letter en voor 1929 was dat de "A". De modelnummers A1 t/M A3 gingen naar de 500cc-modellen en de modelnummers A4 t/m A6 naar de 350cc-modellen. Zo kwam de aanduiding "A7" bij de 175cc-modellen terecht. Er was echter nog maar één model leverbaar, met de motor van het Model 20 De Luxe met two lever-carburateur en twee koppelingsplaten. De verlichtinsset inclusief achterlicht, de gereedschapstas, de bandenpomp en het oliepompje werden nu standaard bijgeleverd. 

### 1930: Model B11 Sports
In 1930 schoof het modelnummer nog verder op, omdat er ook nog de 250cc-modellen en de 200cc-modellen tussen kwamen. Zo kreeg het 175cc-model de aanduiding B11 Sports. De uitvoering was eenvoudiger geworden, met single lever carburateur, enkele koppelingsplaat en nauwelijks accessoires. Zo had de machine geen verlichtingsset meer, maar de gereedschapstas, de bandenpomp en het oliepompje.

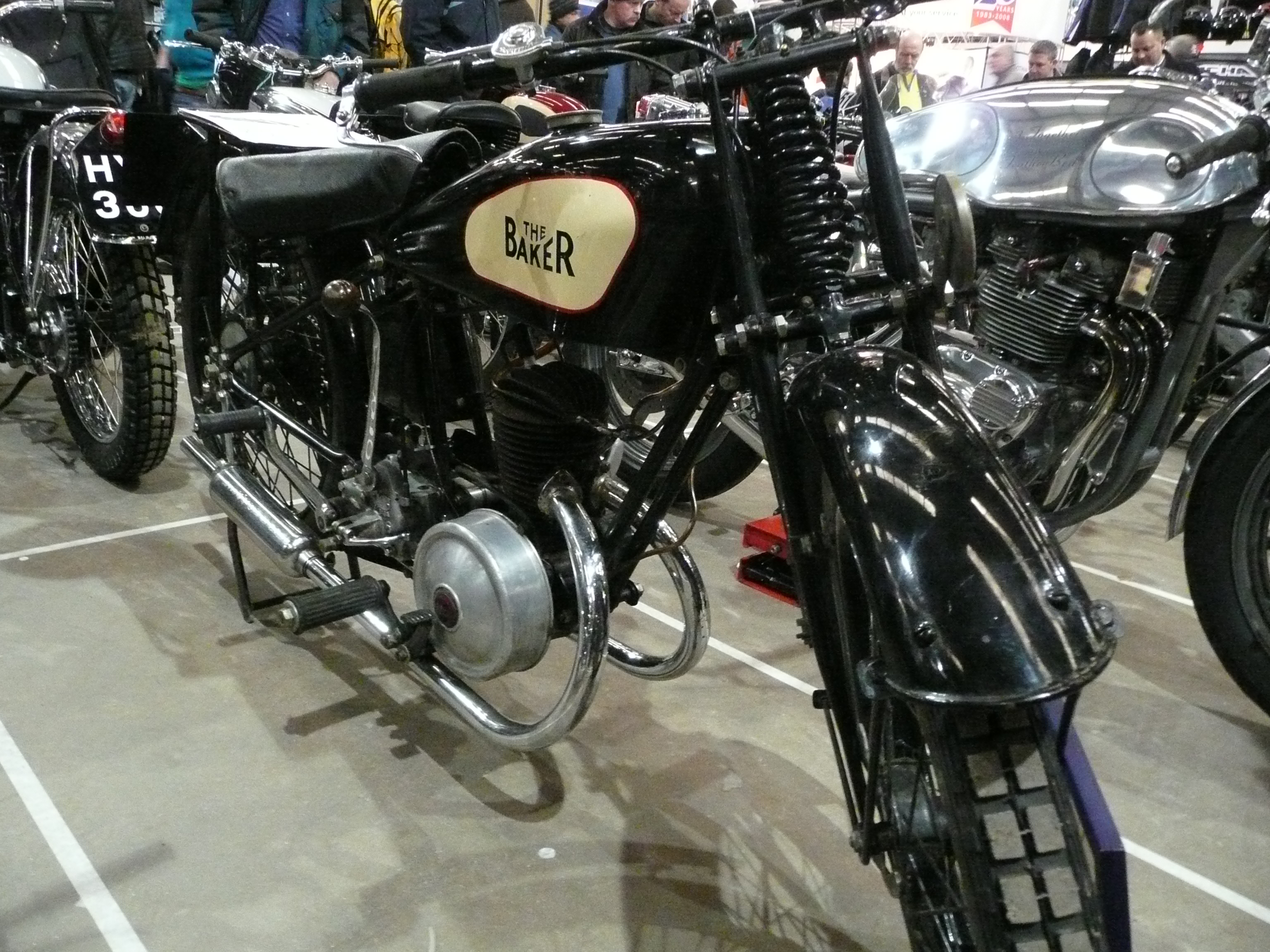
Deze Baker Super Sports uit 1927 toont het "Baker patent duplex frame". Het was helemaal samengesteld uit dunne, rechte buizen die aan elkaar geschroefd waren. De buizen die de motor droegen waren dubbel ("duplex") uitgevoerd.

### 1931: Model C10 Super Sports De Luxe
Het Model C10 kreeg weer de two lever-carburateur en een verbeterde versie van het automatische smeersysteem. Verder kreeg het ook een nieuw frame, het "Baker Patent Duplex Frame". James had Baker in dit jaar overgenomen. Ook de voorvork met hydraulische schokdemper was een patent van Baker. Bij het Baker-frame hoorde ook een middenbok in plaats van de voor- en achterwielstandaards. De "De Luxe"-aanduiding betekende dat de machine ook weer de complete verlichtingsset, zelf met parkeerlicht, een grote gereedschapskast, set boordgereedschap, bandenpomp en oliepompje kreeg.
Na 1931 werden de 175cc-modellen vervangen door de 150cc-modellen. Pas in 1958 kwam er met de James Cavalier L17 weer een 175cc-model. 

## Technische gegevens
| James Model            | 20 Standard                           | 20 De Luxe                            | A7 De Luxe Super Sports               | B11 Sports                            | C10 Super Sports De Luxe                         |
| ---------------------- | ------------------------------------- | ------------------------------------- | ------------------------------------- | ------------------------------------- | ------------------------------------------------ |
| Periode                | 1928                                  | 1928                                  | 1929                                  | 1930                                  | 1931                                             |
| Categorie              | Sportmodel                            | Sportmodel                            | Sportmodel                            | Sportmodel                            | Sportmodel                                       |
| Motortype              | Tweetakt                              | Tweetakt                              | Tweetakt                              | Tweetakt                              | Tweetakt                                         |
| Bouwwijze              | Dwarsgeplaatste staande eencilinder   | Dwarsgeplaatste staande eencilinder   | Dwarsgeplaatste staande eencilinder   | Dwarsgeplaatste staande eencilinder   | Dwarsgeplaatste staande eencilinder              |
| Koeling                | Lucht                                 | Lucht                                 | Lucht                                 | Lucht                                 | Lucht                                            |
| Boring                 | 57,15 mm                              | 57,15 mm                              | 57,15 mm                              | 57,15 mm                              | 57,15 mm                                         |
| Slag                   | 67 mm                                 | 67 mm                                 | 67 mm                                 | 67 mm                                 | 67 mm                                            |
| Cilinderinhoud         | 171,9 cc                              | 171,9 cc                              | 171,9 cc                              | 171,9 cc                              | 171,9 cc                                         |
| Carburateur(s)         | Villiers single lever                 | Villiers two lever                    | Villiers two lever                    | Villiers single lever                 | Villiers two lever                               |
| Smeersysteem           | Villiers Patent Automatic Lubrication | Villiers Patent Automatic Lubrication | Villiers Patent Automatic Lubrication | Villiers Patent Automatic Lubrication | Villiers Improved Automatic Lubrication          |
| Primaire aandrijving   | Ketting                               | Ketting                               | Ketting                               | Ketting                               | Ketting                                          |
| Koppeling              | Enkele droge plaat                    | Dubbele droge plaat                   | Dubbele droge plaat                   | Enkele droge plaat                    | Onbekend                                         |
| Versnellingen          | 3                                     | 3                                     | 3                                     | 3                                     | 3                                                |
| Secundaire aandrijving | Ketting                               | Ketting                               | Ketting                               | Ketting                               | Ketting                                          |
| Rijwielgedeelte        | Dubbel wiegframe                      | Dubbel wiegframe                      | Dubbel wiegframe                      | Dubbel wiegframe                      | Baker patent Duplex Frame                        |
| Voorvork               | Webbvork                              | Webbvork                              | Webbvork                              | Webbvork                              | Baker patent girder met hydraulische schokdemper |
| Achtervork             | Star                                  | Star                                  | Star                                  | Star                                  | Star                                             |
| Remmen                 | Trommelremmen                         | Trommelremmen                         | Trommelremmen                         | Trommelremmen                         | Trommelremmen                                    |